# Zaítovo
Zaítovo (en rus: Заитово) és un poble de Baixkíria, a Rússia, que en el cens del 2010 tenia 238 habitants. Pertany al districte d'Arkhànguelskoie.